# Charles Hard Townes

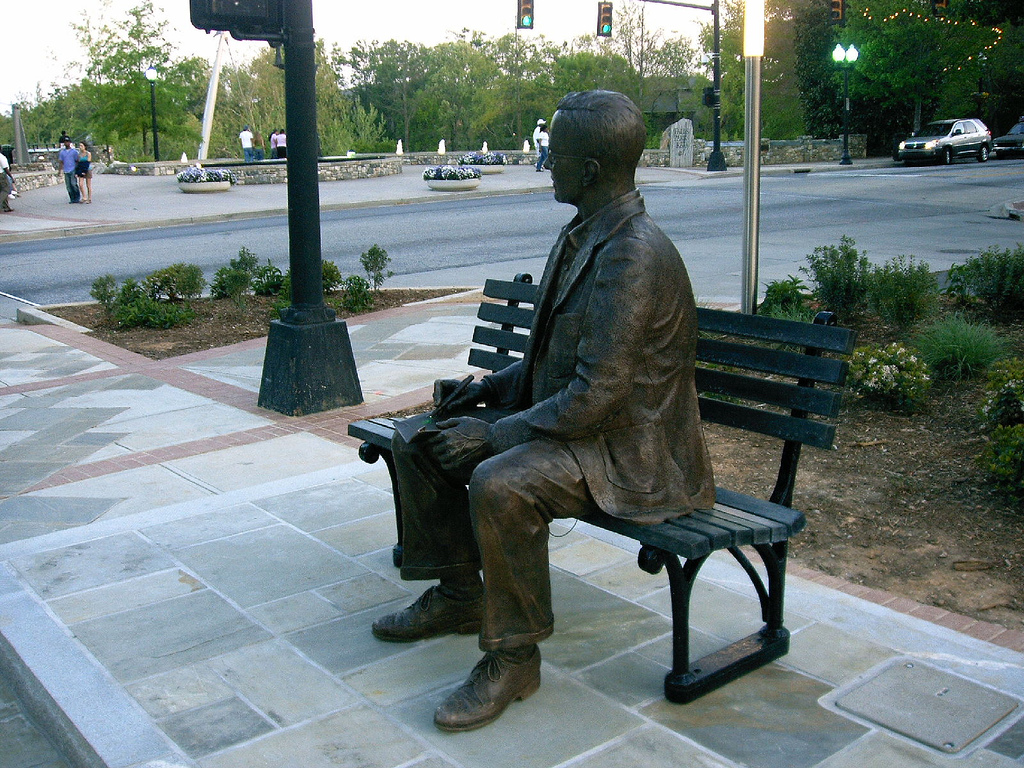
Estàtua de Charles Hard Townes situada a la seva població natal

Charles Hard Townes (Greenville, EUA, 28 de juliol de 1915 - Berkeley, Califòrnia, 27 de gener de 2015) va ser un físic estatunidenc guardonat amb el Premi Nobel de Física l'any 1964 pels seus treballs sobre el màser.

## Biografia
Va néixer el 28 de juliol de 1915 a la ciutat de Greenville, situada a l'estat nord-americà de Carolina del Sud. Llicenciat en física i idiomes moderns per la Universitat de Furman el 1935, es doctorà l'any 1939 a l'Institut Tecnològic de Califòrnia. Aquell mateix any entrà a treballar als laboratoris Bell fins al 1948. Aquell mateix any entrà a treballar a la Universitat de Colúmbia, en la recerca del màser. Entre 1959 i 1961 dirigí l'Institute for Defense Analyses in Washington, D.C i, posteriorment, va esdevenir professor de física a l'Institut Tecnològic de Massachusetts.

## Recerca científica
El 1964 fou guardonat, juntament amb els físics soviètics Nikolai Bàssov i Aleksandr Prokhorov, amb el Premi Nobel de Física pels seus treballs en el camp de l'electrònica quàntica, basat en els principis del màser-làser. Hard Townes compartí el premi amb el seu col·laborador Cornell Mayer, el qual no fou distingit amb el Premi Nobel.
El 1967, entrà a treballar a la Universitat de Califòrnia, on realitzà investigacions pioneres en radioastronomia i els infraroigs, cosa que el va conduir al descobriment de les molècules de l'amoníac i l'aigua interestel·lar.